# Francisco Garnica Ramírez de Haro
Francisco de Garnica Ramírez de Haro (Madrid, antes del 12 de febrero de 1575 – primera mitad del siglo XVII) fue un noble y hacendista español.

## Biografía
Fue bautizado en la parroquia de San Martín de la ciudad de Madrid. Era hijo de Francisco de Garnica, contador mayor durante el reinado de Felipe II, y de Teresa Ramírez de Haro, natural de Madrid.
Fue señor de las villas de Valdetorres y Silillos, corregidor de Valladolid nombrado el 13 de julio de 1623, caballero de la orden de Santiago por investidura del 15 de enero de 1624, contador mayor de cuentas designado el 21 de enero de 1626 y consejero de Hacienda desde el 28 de agosto de 1630 hasta su muerte.

## Matrimonio y descendencia
Casó con su prima Jordana de Torres Garnica, hija de Juan de Torres e Isabel de Eguino, de cuya unión nació Francisco de Garnica y Torres Garnica, caballero de la orden de Santiago.